# Huelva (tỉnh)

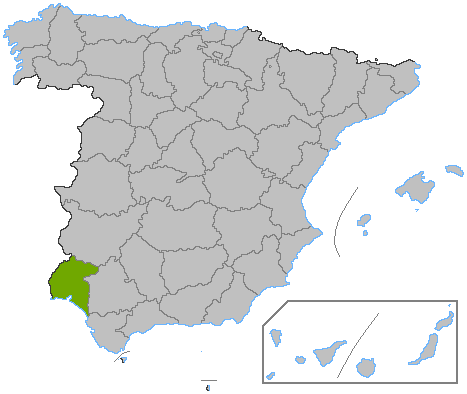
Tỉnh Huelva

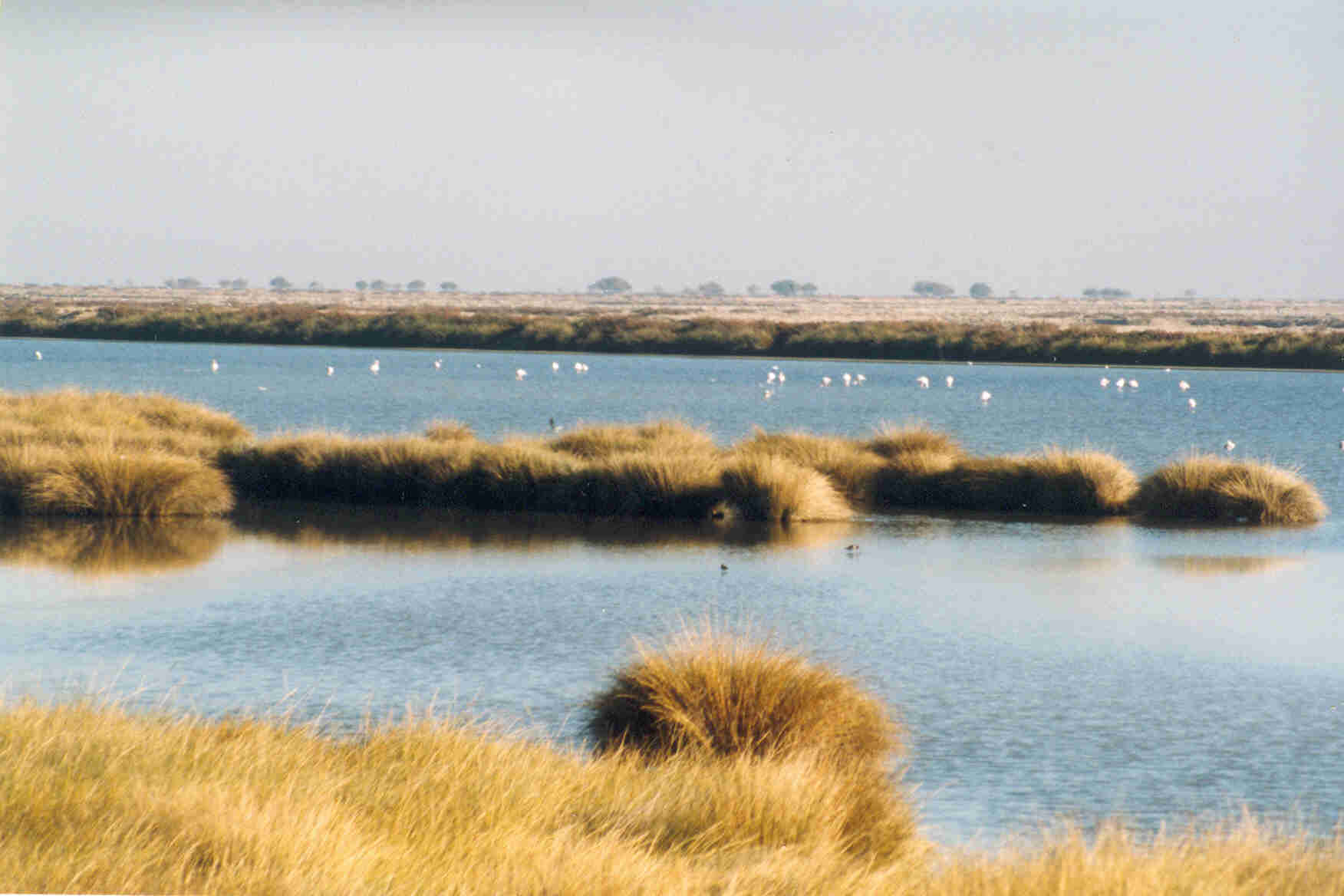
Đất ngập nước ở Doñana

Huelva là một tỉnh ở miền nam Tây Ban Nha, phía tây của cộng đồng tự trị Andalusia. Tỉnh này giáp Bồ Đào Nha, các tỉnh Badajoz, Sevilla, và Cádiz, cũng như Đại Tây Dương. Thủ phủ là Huelva.
Tỉnh có diện tích 10.148 km². Dân số là 483.792 (năm 2005), trong đó có khoảng 30% dân số sống ở tỉnh lỵ. Tỉnh có 70 đô thị.
Kinh tế dựa vào nông nghiệp và khai khoáng. Các mỏ Rio Tinto đã hoạt động từ năm 1000 trước Công nguyên, là nguồn cung cấp đồng chính cho đế quốc La Mã. 
Tỉnh này có Palos de la Frontera, và Moguer, nơi Christopher Columbus ra khơi trong chuyến đi đầu tiên vào năm 1492. Tỉnh có một phần vườn quốc gia Doñana.
Kinh tế dựa vào nông nghiệp và khai khoáng. Tỉnh này có Palos de la Frontera, Moguer, nơi Christopher Columbus đã đi từ đó trong chuyến đi đầu tiên của ông 1492, và chung vườn quốc gia Doñana với tỉnh Sevilla.